# PEC in het seizoen 1920/21
Het seizoen 1920/1921 was het 11e jaar in het bestaan van de Zwolse voetbalclub PEC. De club kwam uit in de Tweede Klasse Oost A en nam ook deel aan het toernooi om de NVB beker.

## Wedstrijdstatistieken

### Tweede Klasse
| A.V.C. Heracles                                        |                                      |               |                    |
|                                                        | PEC                                  | 0 – 0         | A.V.C. Heracles    |
| 13 maart 1921 Plaats: Zwolle Het Bleekien              |                                      |               |                    |
|                                                        | A.V.C. Heracles                      | 0 – 1 (0 – 1) | PEC                |
| 10 oktober 1920 Plaats: Almelo Bornsestraat            |                                      |               |                    |
| Enschedese Boys                                        |                                      |               |                    |
|                                                        | PEC                                  | 2 – 1 (2 – 1) | Enschedese Boys    |
| 7 november 1920 Plaats: Zwolle Het Bleekien            | (pen)                                |               |                    |
|                                                        | Enschedese Boys                      | 2 – 0 (1 – 0) | PEC                |
| 13 februari 1921 Plaats: Enschede Volkspark            | Wiggers jr Goedhart (pen)            |               |                    |
| A.A.C.                                                 |                                      |               |                    |
|                                                        | PEC                                  | 2 – 0 (1 – 0) | A.A.C.             |
| 3 oktober 1920 Plaats: Zwolle Gemeentelijk Sportpark   | Wolle van de Bosch 40' Cees Marselis |               |                    |
|                                                        | A.A.C.                               | 2 – 1 (1 – 1) | PEC                |
| 5 december 1920 Plaats: Zutphen Sportpark AZC Zutphen  | (e.d.)                               |               | Cees Marselis      |
| P.W.                                                   |                                      |               |                    |
|                                                        | PEC                                  | 2 – 0 (1 – 0) | P.W.               |
| 27 februari 1921 Plaats: Zwolle Gemeentelijk Sportpark |                                      |               |                    |
|                                                        | P.W.                                 | 0 – 3 (0 – 2) | PEC                |
| 31 oktober 1920 Plaats: Enschede Sportpark PW          |                                      |               |                    |
| Doetinchem                                             |                                      |               |                    |
|                                                        | PEC                                  | 1 – 0 (0 – 0) | VV Doetinchem      |
| 24 oktober 1920 Plaats: Zwolle Het Bleekien            |                                      |               |                    |
|                                                        | VV Doetinchem                        | 0 – 1 (0 – 0) | PEC                |
| 2 januari 1921 Plaats: Doetinchem Sportpark Doetinchem |                                      |               |                    |
| G.F.C.                                                 |                                      |               |                    |
|                                                        | PEC                                  | 1 – 1 (0 – 1) | GFC                |
| 6 februari 1921 Plaats: Zwolle Het Bleekien            | (pen)                                |               |                    |
|                                                        | GFC                                  | 1 – 1 (1 – 0) | PEC                |
| 17 oktober 1920 Plaats: Goor Sportpark Herikerberg     | H Schut 30'                          |               | 49' Jaap van Buren |
| Deventer                                               |                                      |               |                    |
|                                                        | PEC                                  | 4 – 1 (4 – 1) | VV Deventer        |
| 24 april 1921 Plaats: Zwolle Het Bleekien              |                                      |               |                    |
|                                                        | VV Deventer                          | 0 – 2 (0 – 1) | PEC                |
| 14 november 1920 Plaats: Deventer Sportpark Deventer   |                                      |               |                    |

### NVB beker
| 1e ronde                                            | H.V.C. | 1 – 0 (1 – 0) | P.E.C. |
| 3 april 1921 Plaats: Amersfoort Sportpark Zielhorst |        |               |        |

## Statistieken PEC 1920/1921

### Eindstand PEC in de Nederlandse Tweede Klasse 1920 / 1921
| Stand | Gespeeld | Gewonnen | Gelijk | Verloren | Punten | Doelpunten voor | Doelpunten tegen |
| ----- | -------- | -------- | ------ | -------- | ------ | --------------- | ---------------- |
| 2e    | 14       | 9        | 3      | 2        | 21     | 21              | 8                |

### Punten per tegenstander
|       | A.V.C. Heracles | Enschedese Boys | A.A.C. | P.W. | Doetinchem | G.F.C. | Deventer |
| ----- | --------------- | --------------- | ------ | ---- | ---------- | ------ | -------- |
| Thuis | 1               | 2               | 2      | 2    | 2          | 1      | 2        |
| Uit   | 2               | 0               | 0      | 2    | 2          | 1      | 2        |

### Doelpunten per tegenstander
|       | A.V.C. Heracles | Enschedese Boys | A.A.C. | P.W. | Doetinchem | G.F.C. | Deventer | Totaal |
| ----- | --------------- | --------------- | ------ | ---- | ---------- | ------ | -------- | ------ |
| Thuis | 0               | 2               | 2      | 2    | 1          | 1      | 4        | 12     |
| Uit   | 1               | 0               | 1      | 3    | 1          | 1      | 2        | 9      |
|       |                 |                 |        |      |            |        |          | 21     |